# The Man Who Saw Tomorrow (film 1922)
The Man Who Saw Tomorrow è un film muto del 1922 diretto da Alfred E. Green.

## Produzione
La lavorazione del film, prodotto dalla Famous Players-Lasky Corporation, iniziò a fine luglio 1922.

## Distribuzione
Il copyright del film, richiesto dalla Famous Players-Lasky Corp, fu registrato il 1º novembre 1922 con il numero LP18360.
Distribuito dalla Famous Players-Lasky Corporation e Paramount Pictures e presentato da Adolph Zukor, il film uscì nelle sale cinematografiche statunitensi il 1º ottobre 1922. In Finlandia, fu distribuito l'11 gennaio 1925.